# Бела (Камник)
Бела је насељено место у општини Камник, Средњесловенска регија, Словенија.

## Историја
До територијалне реорганизације у Словенији била је у саставу старе општине Камник.

## Становништво
У попису становништва 2011. године, Бела је имала 87 становника.
| Број становника према пописима | Број становника према пописима | Број становника према пописима |
| ------------------------------ | ------------------------------ | ------------------------------ |
| 1991                           | 2002                           | 2011                           |
| 113                            | 89                             | 87                             |

Напомена: Године 1952 повећана за насеља Долина, Мала Раван, Надлишник и Нова Раван, која су укинута. Године 1953. повећано за насеље Ребер које је укинуто.